# Rosegarden
Rosegarden ist eine freie Digital Audio Workstation mit Audio- und MIDI-Sequenzer und Notenschreibfunktion.

## Geschichte
Rosegarden entstand 1993 an der University of Bath für IRIX unter Verwendung von OSS. Ab 1995 wurde es dann auch auf Linux portiert. Diese Version erhielt später den Namen X11 Rosegarden.
Ab April 2000 begann das Entwicklungsteam Rosegarden auf Basis von KDE/Qt3 vollständig neu zu entwickeln. Die Version 1.0 wurde am 14. Februar 2005 veröffentlicht, die letzte Version dieses Entwicklungszweiges, der noch auf Qt3/KDE3 aufbaute war Version 1.7.3 vom 2. Februar 2009. Danach verwendeten die Entwickler Qt4 und stellten die Versionsbezeichnung um. Die Versionsnummer besteht nun aus der zweistelligen Jahreszahl gefolgt von der Monatszahl, also 10.02 für die im Februar 2010 veröffentlichte erste Version dieses Zweiges.

## Merkmale
- MIDI und Audio abspielen und aufnehmen mit ALSA und JACK
- Pianorollen, Auswertung, Ablaufliste und Spurübersicht-Editor
- DSSI-Synth- und Audio-Effekt-Pluginunterstützung, mit Windows-VST-Effekten und -Instrumenten Unterstützung via dssi-vst
- LADSPA-Audio-Effekt-Pluginunterstützung
- JACK Transportunterstützung für die Synchronisation von anderer Audio-Software
- Kann auch ohne JACK verwendet werden, nur für MIDI-Gebrauch
- Interpretiert Auswertung von MIDI-Daten
- Audio- und MIDI-Mixer
- MIDI- und Hydrogen-Datenimport
- MIDI-, Csound-, LilyPond- und MusicXML-Datenexport (mit PostScript- und PDF-Output-File)
- Sprachpakete (nur Benutzeroberfläche) für Deutsch, Französisch, Spanisch, Russisch, UK- und US-Englisch, Walisisch, Schwedisch, Estnisch, Japanisch, Chinesisch (Kurzzeichen)
- Hilfe und Dokumentation ist komplett oder teilweise in Deutsch, Schwedisch, Japanisch und Englisch verfügbar
- In Kombination mit LilyPond können typografisch korrekte Notenblätter gesetzt werden.